# موزه هنر کارنگی
موزه هنر کارنگی یک موزه هنری در محله اوکلند در پیتسبورگ، پنسیلوانیا است. این موزه در ابتدا به عنوان دپارتمان هنرهای زیبا، مؤسسه کارنگی شناخته می‌شد و قبلاً در محلی که اکنون شعبه اصلی کتابخانه کارنگی پیتسبورگ است، قرار داشت. اولین گالری موزه در ۵ نوامبر ۱۸۹۵ برای استفاده عموم افتتاح شد. با گذشت سال‌ها، گالری گسترش زیادی یافت و ساختمان جدیدی در خیابان فوربس در سال ۱۹۰۷ ساخته شد. در سال ۱۹۶۳، این نام به‌طور رسمی به موزه هنر، مؤسسه کارنگی تغییر یافت. اندازه گالری با گذشت زمان سه برابر شده است و در سال ۱۹۸۶ رسماً به «موزه هنر کارنگی» تغییر نام یافت.

## تاریخچه
اندرو کارنگی برای اولین بار در ۱۸۸۶ به فکر راه‌اندازی موزه‌ای افتاد که «سابقه‌ای از پیشرفت و توسعه هنر تصویری در آمریکا» را حفظ کند. در ۵ نوامبر ۱۹۸۵ این گالری در کتابخانه کارنگی در شعبه اصلی پیتسبورگ در اوکلند ایجاد شد.
کارنگی در ابتدا یک مجموعه موزه متشکل از «استادان قدیم نقاشی فردا» را تصور کرد. موزه در سال ۱۹۰۷ با اضافه شدن تالار معماری، تالار مجسمه‌سازی و گالری‌های بروس، با بودجه‌ای که دوباره توسط کارنگی تأمین شد، گسترش زیادی یافت.

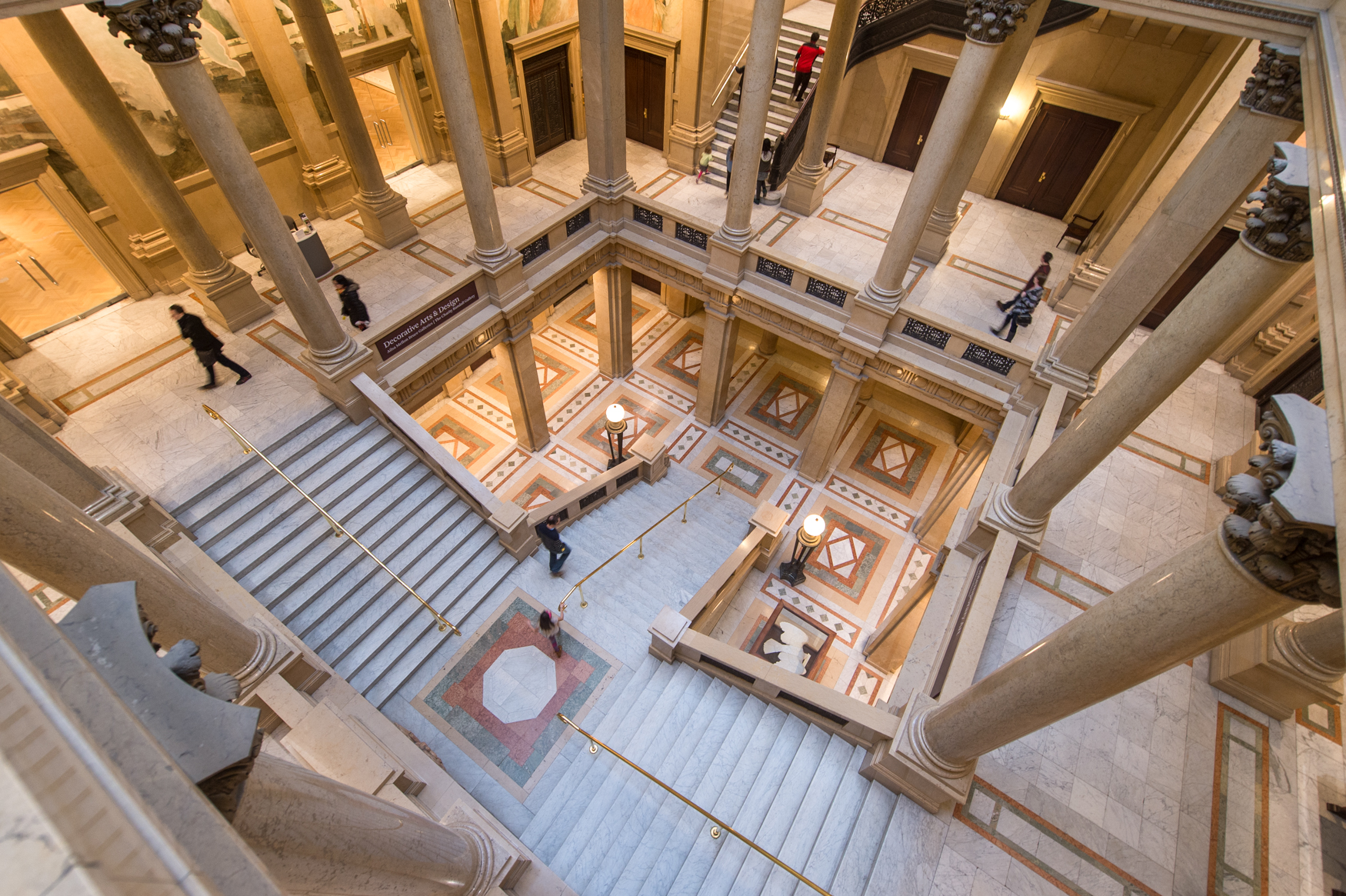
پلکان بزرگ ۱۹۰۷

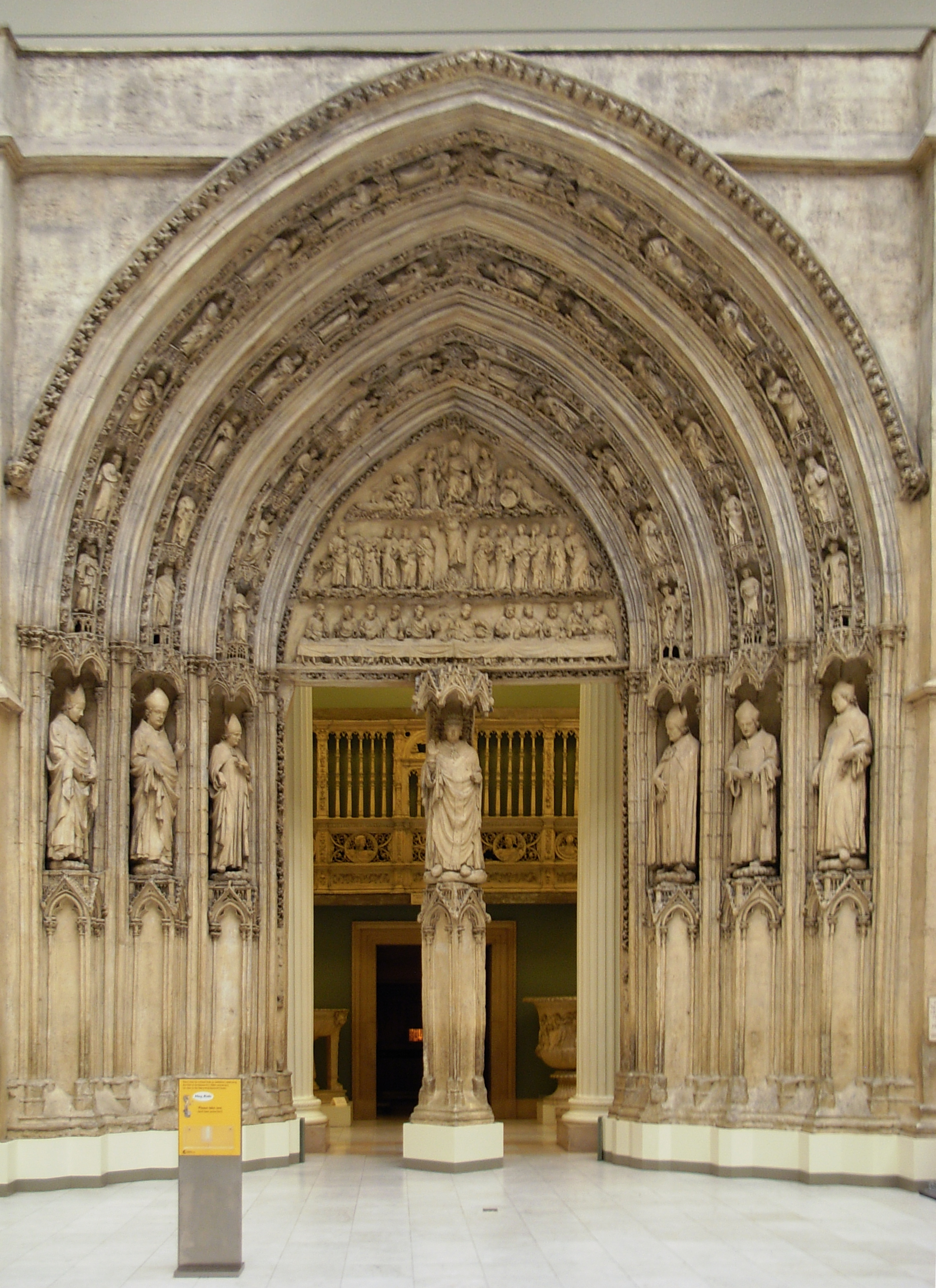
بازیگران پورتال عرضی شمالی کلیسای جامع بوردو در تالار معماری

## نگارخانه

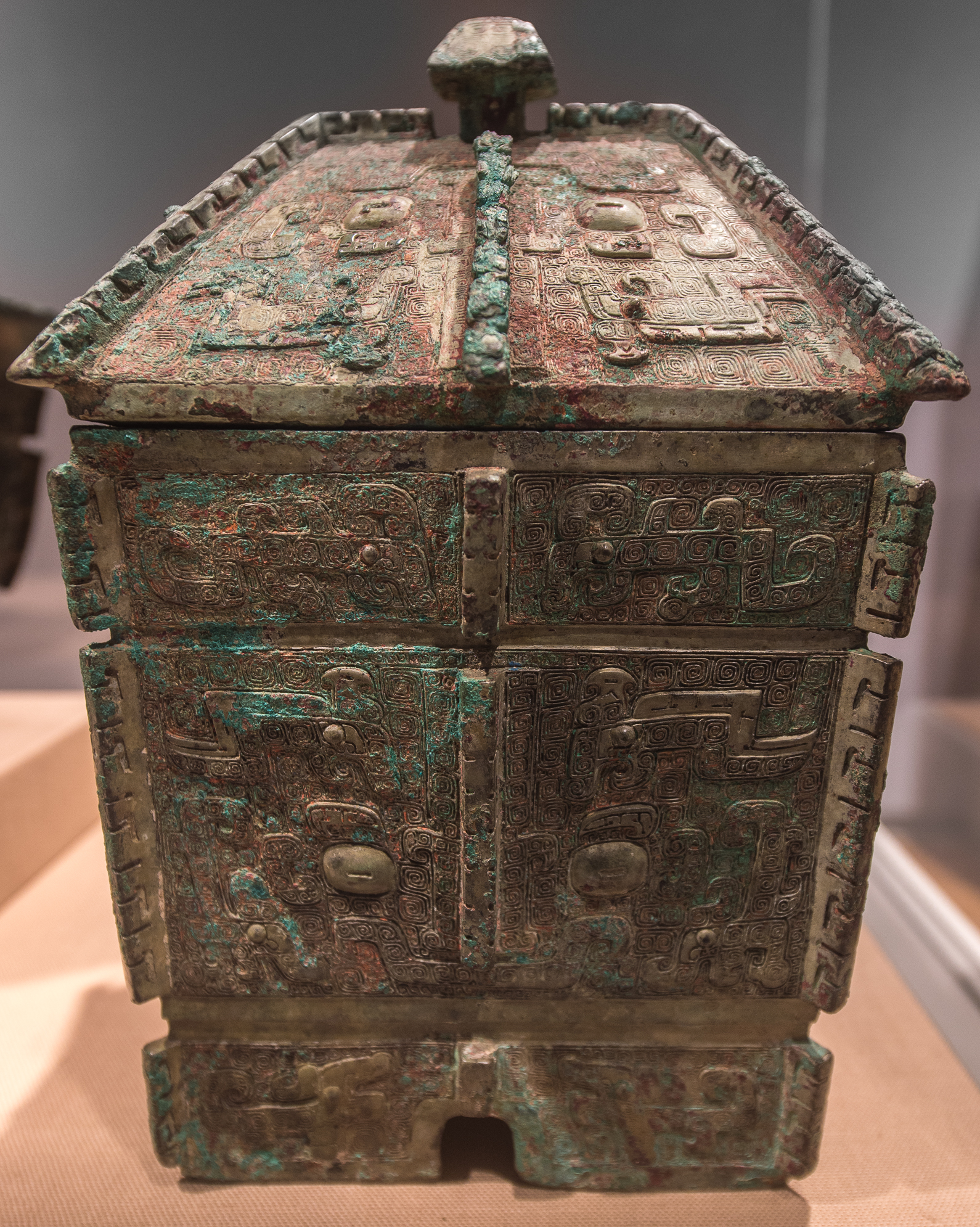
ظرف آیینی برنزی، ۱۳۰۰-۱۱۵۰ قبل از میلاد، سلسله شانگ ، چین
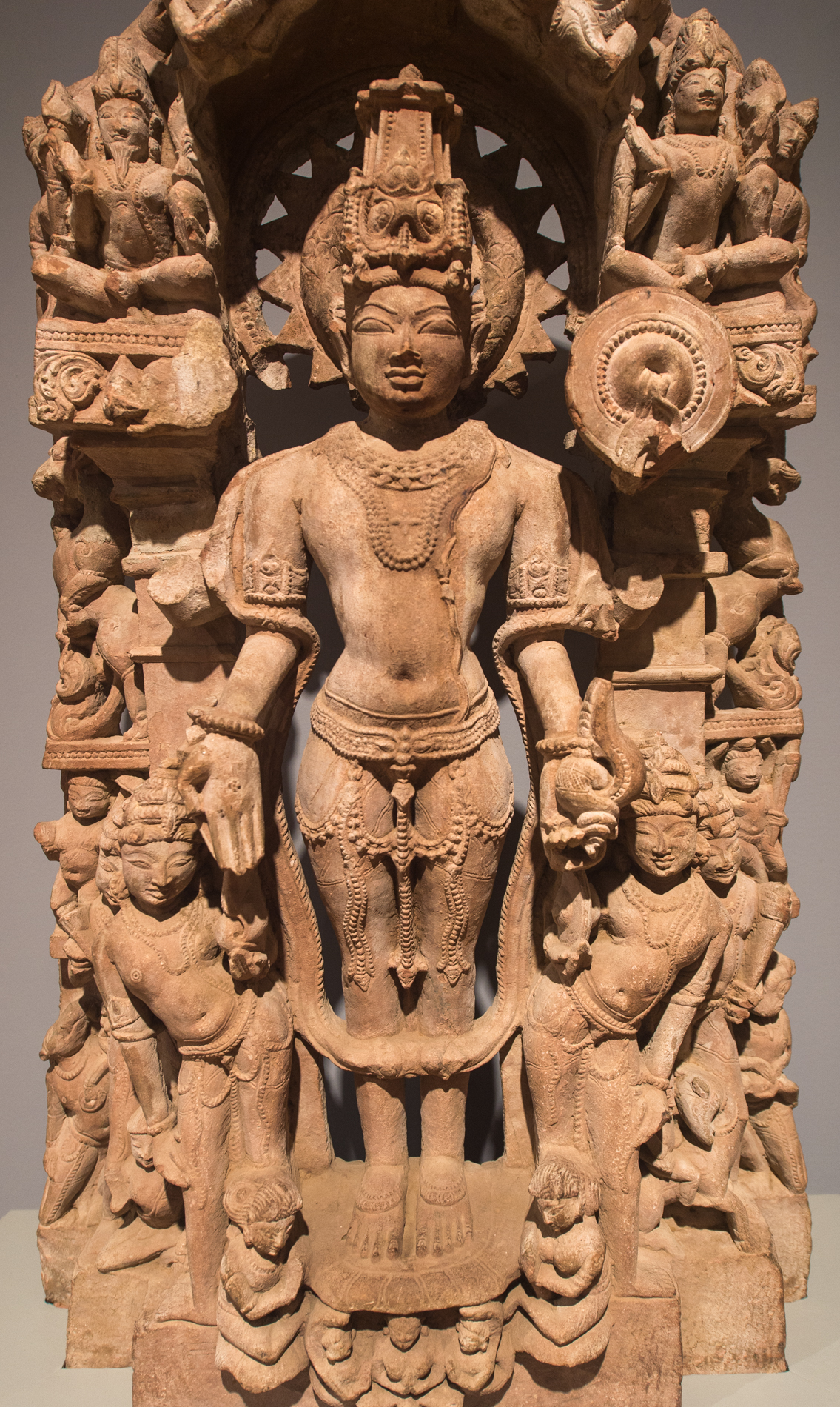
استیل ویشنو با آواتارها و خدایان همراه، قرن دوازدهم، مرکز هند
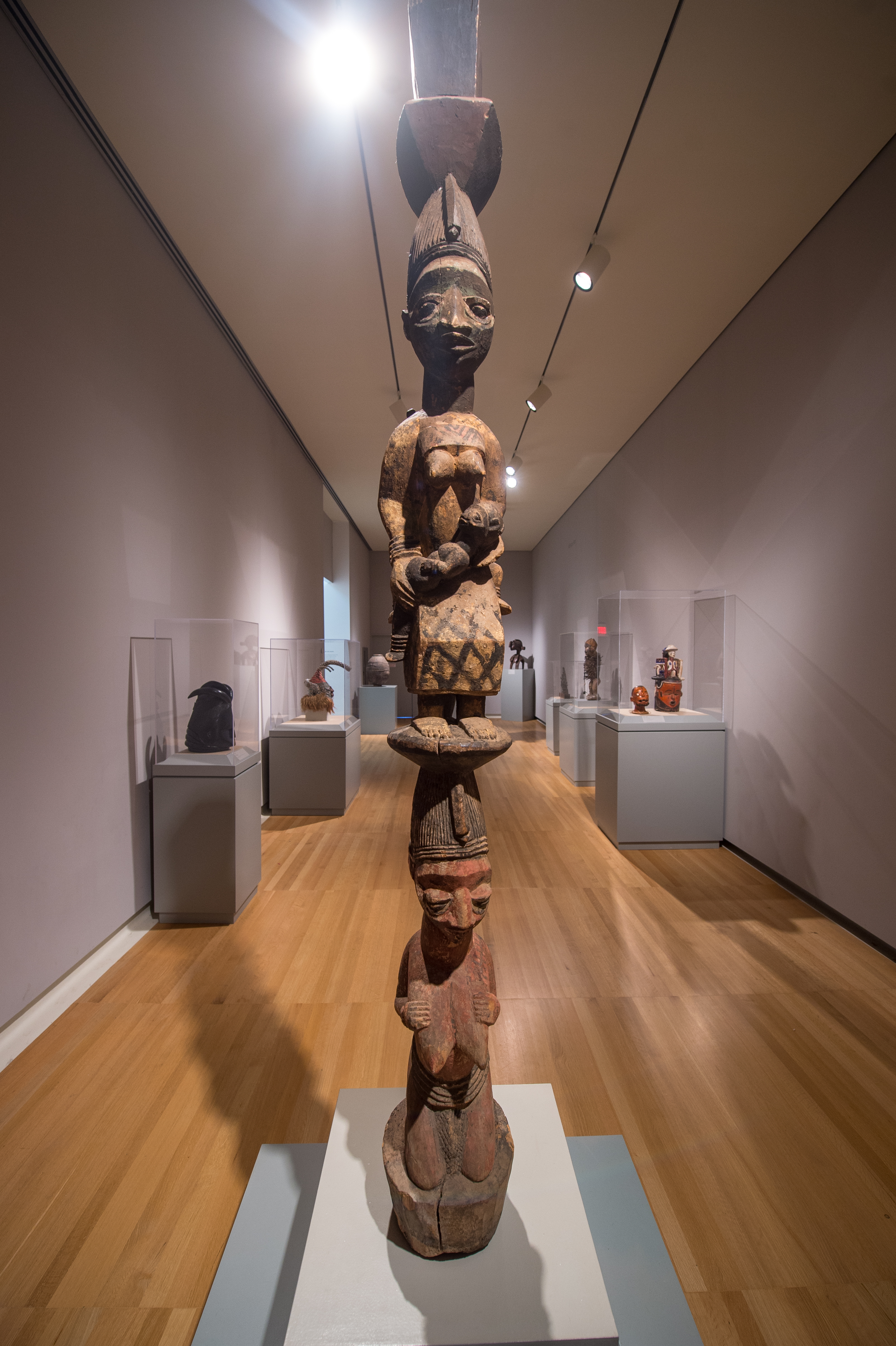
پست خانه، ح. 1930s ، فرهنگ یوروبا ، آفریقا
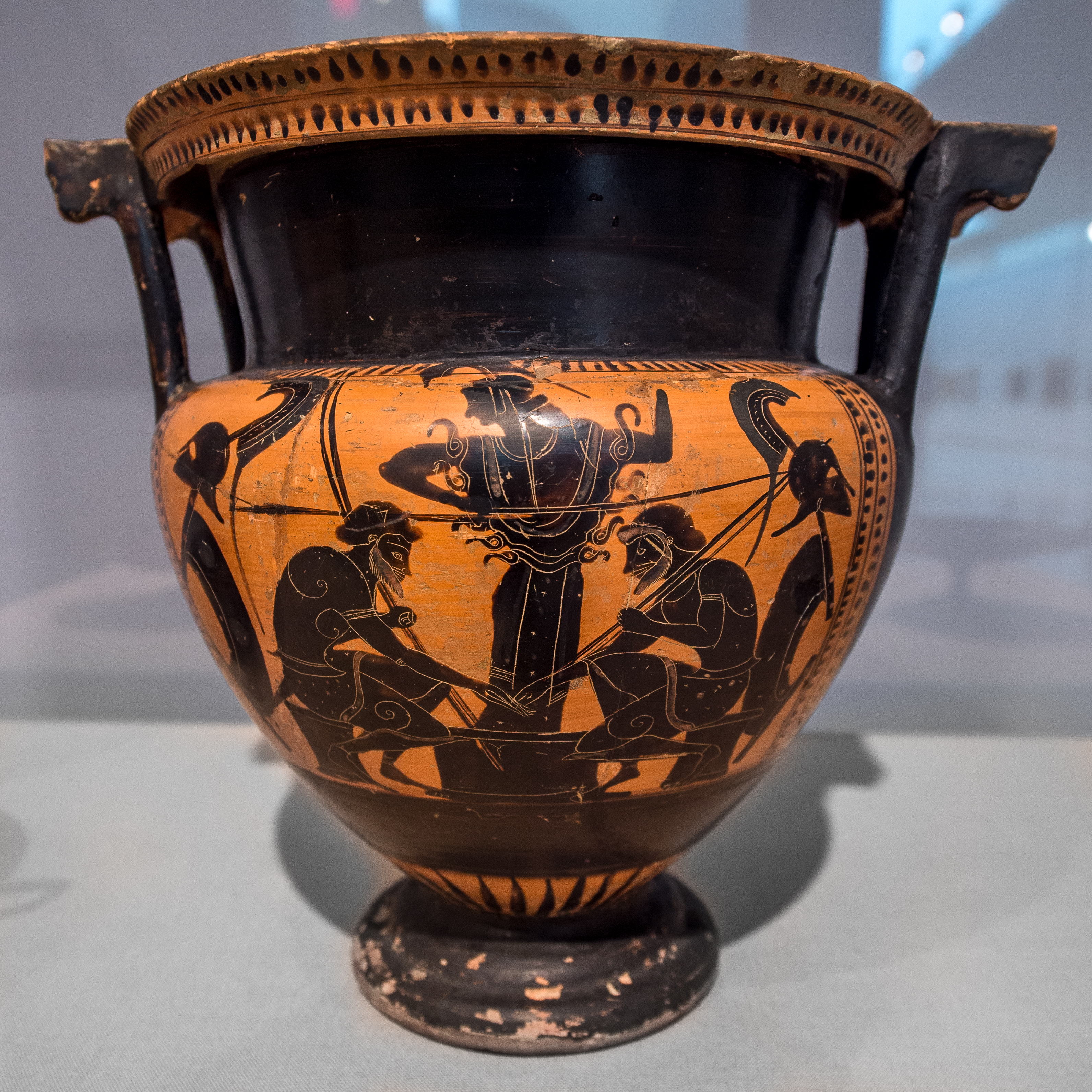
گلدان یونانی-رومی باستان
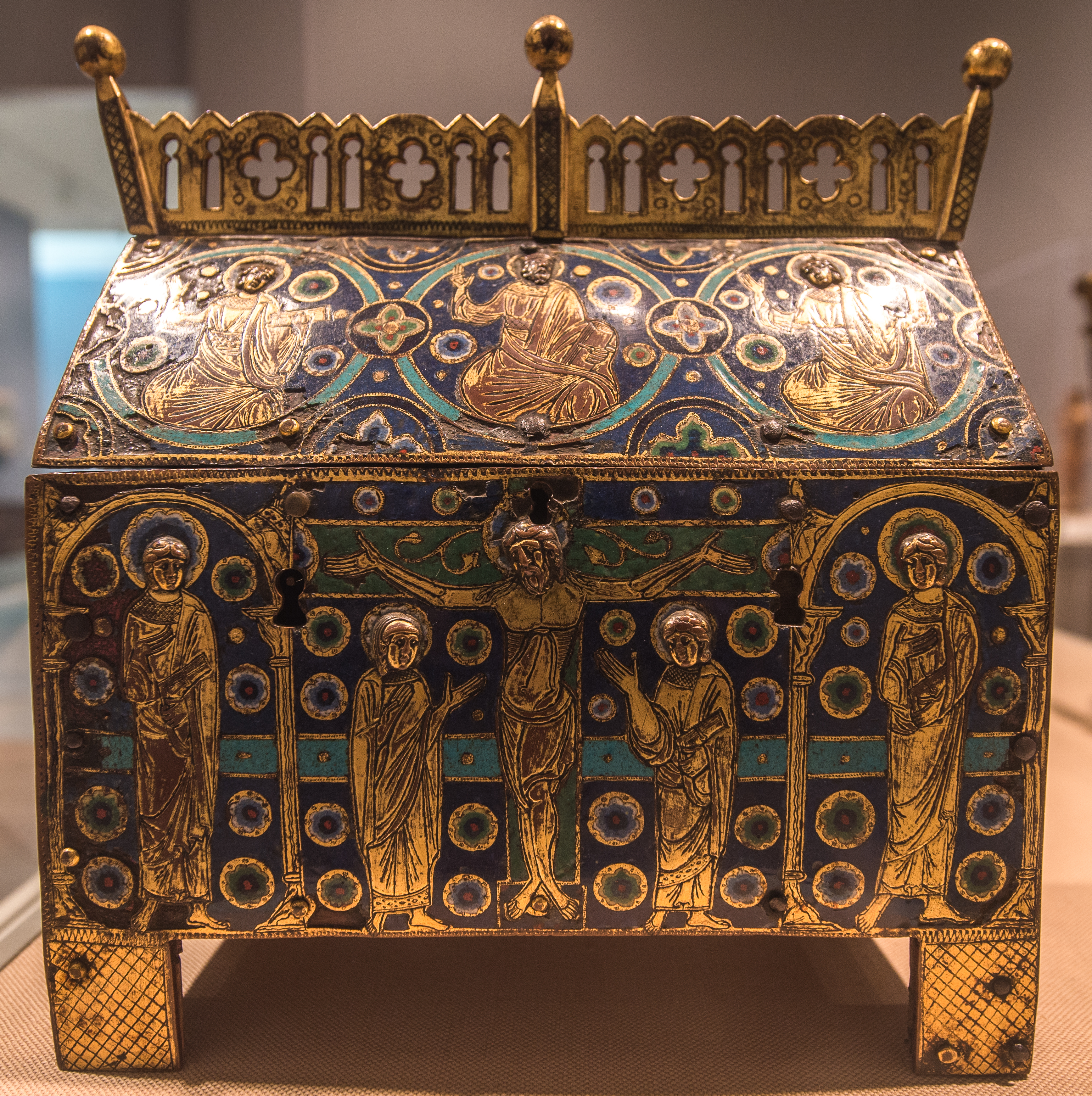
تابوت برای یادگارهای یک قدیس (châsse)، قرن سیزدهم، فرانسوی
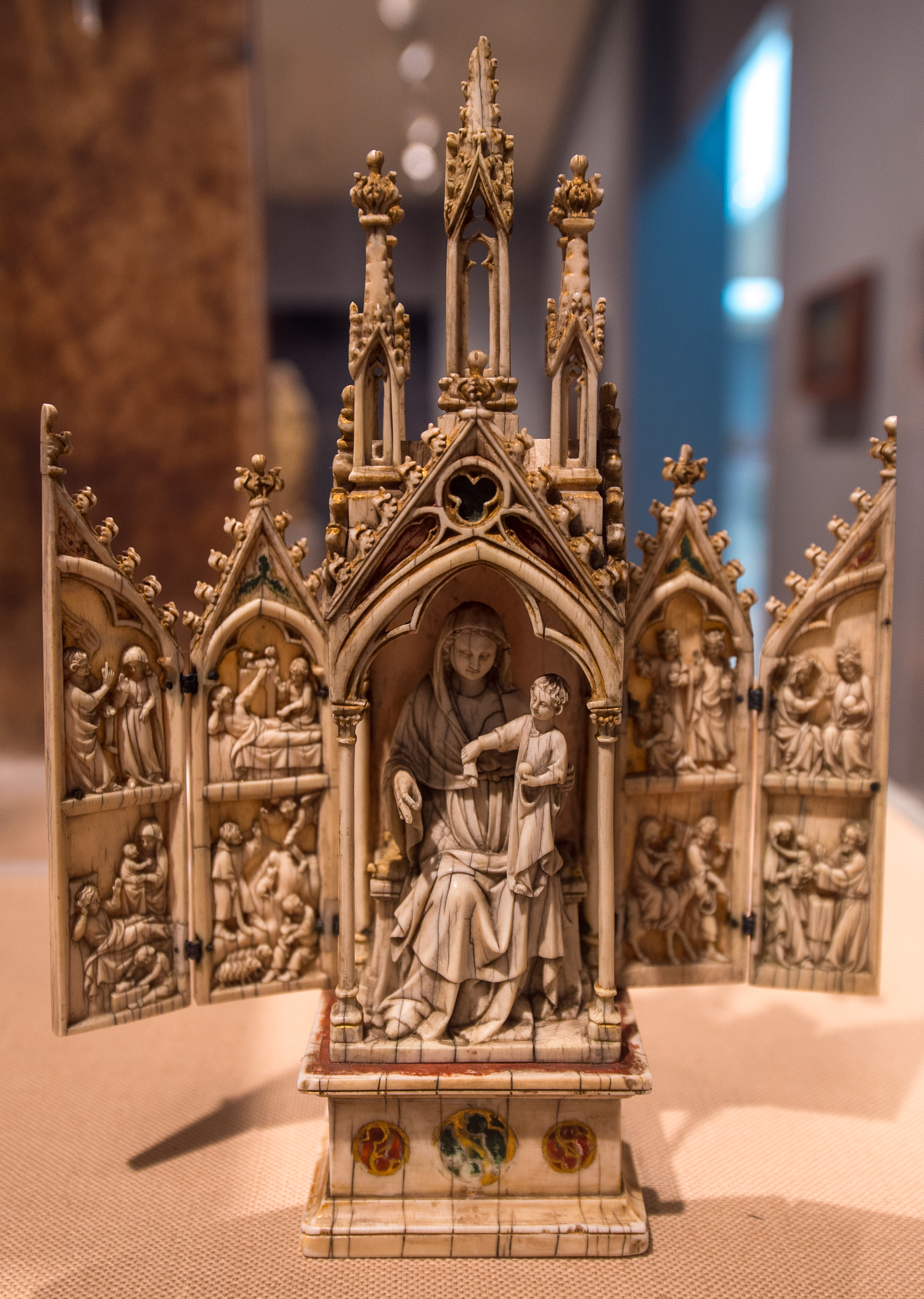
محراب قابل حمل عاج، قرن چهاردهم، فرانسوی
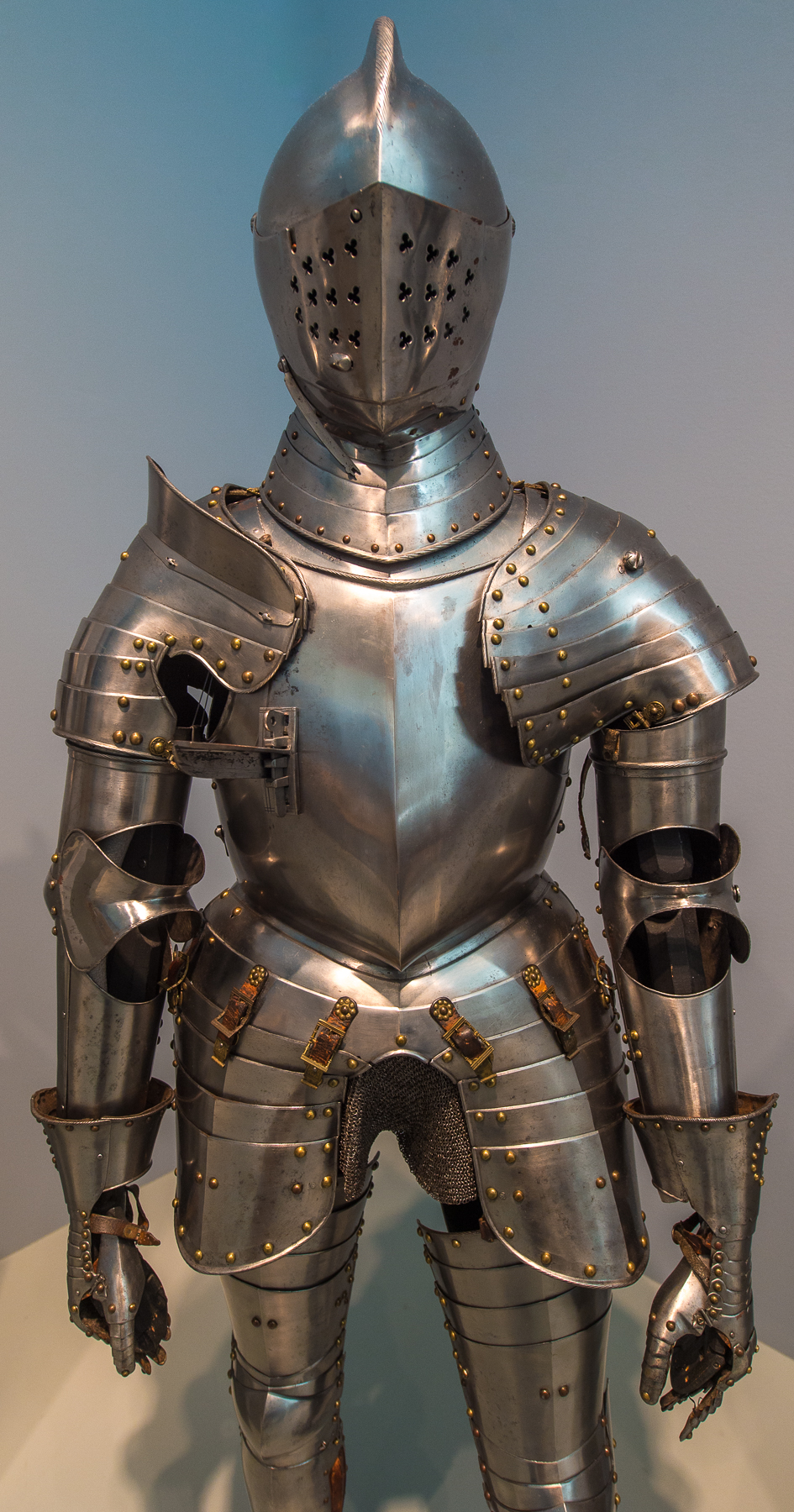
زره، با کلاه ایمنی، ح. 1555 ، توسط آنتون پفن هاوزر
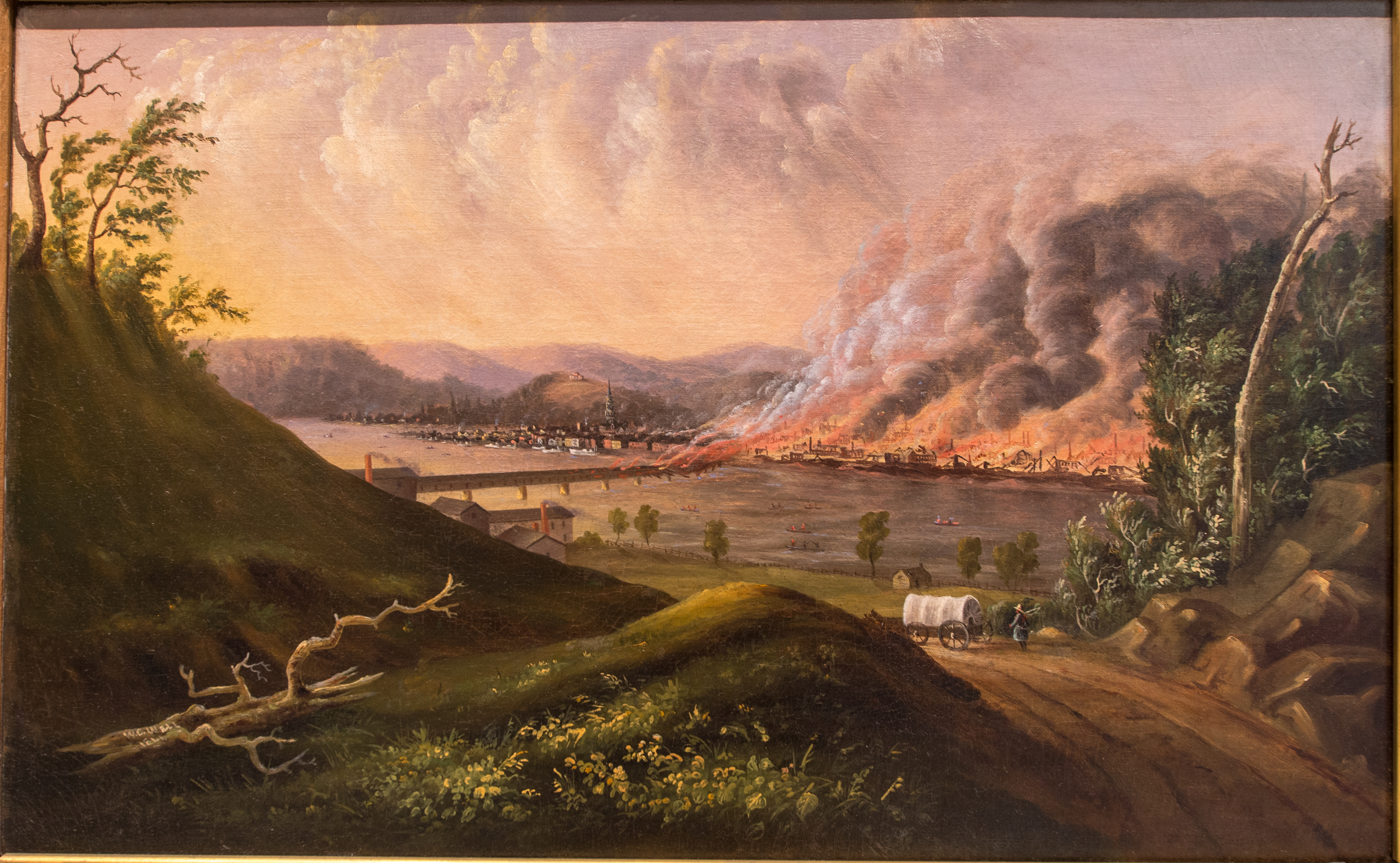
نمایی از آتش بزرگ پیتسبورگ ، ۱۸۴۶، رنگ روغن روی بوم، اثر ویلیام کاونتری وال
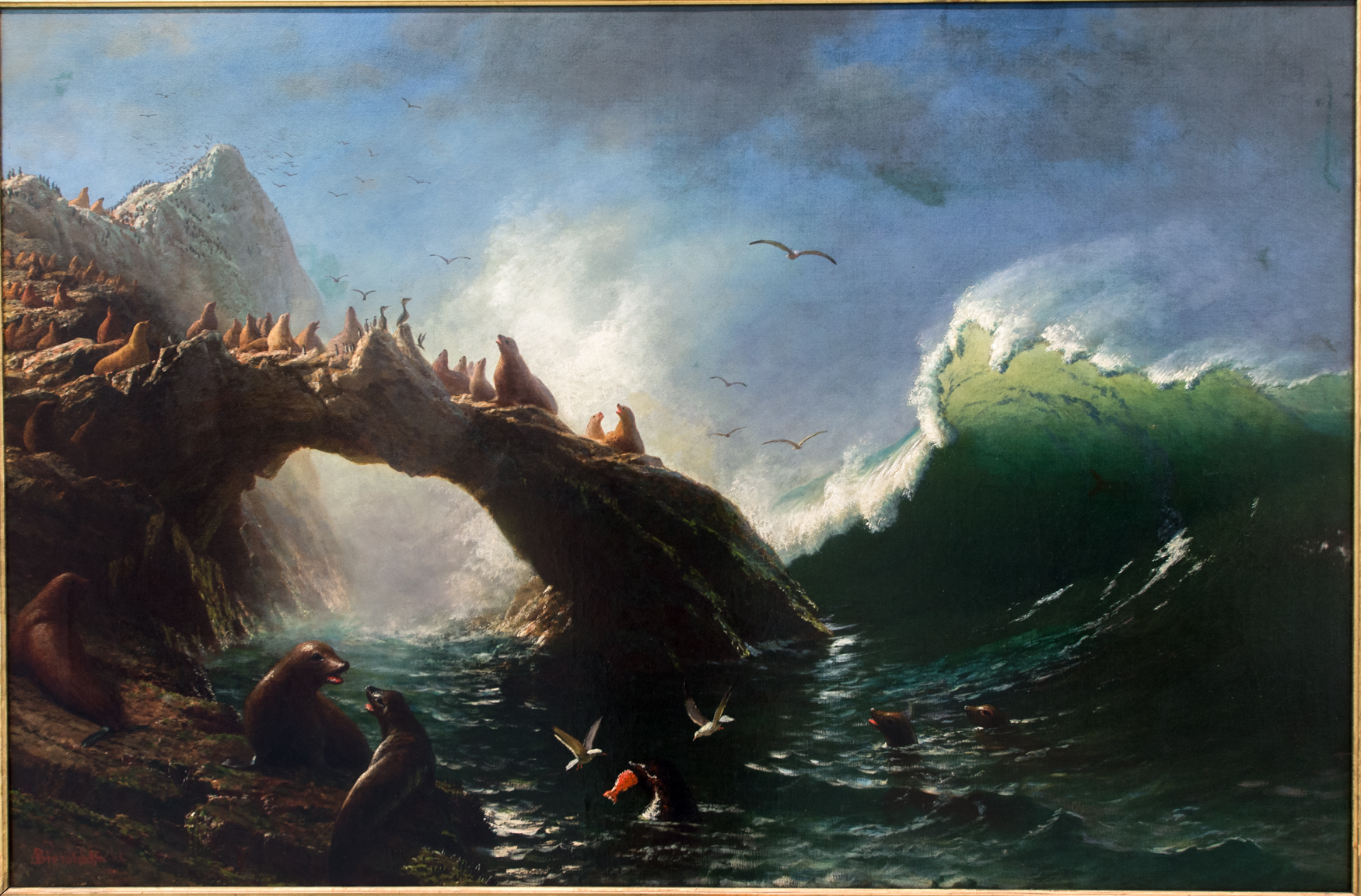
جزیره فارالون ، ۱۸۸۷، رنگ روغن روی بوم، اثر آلبرت بیرشتات
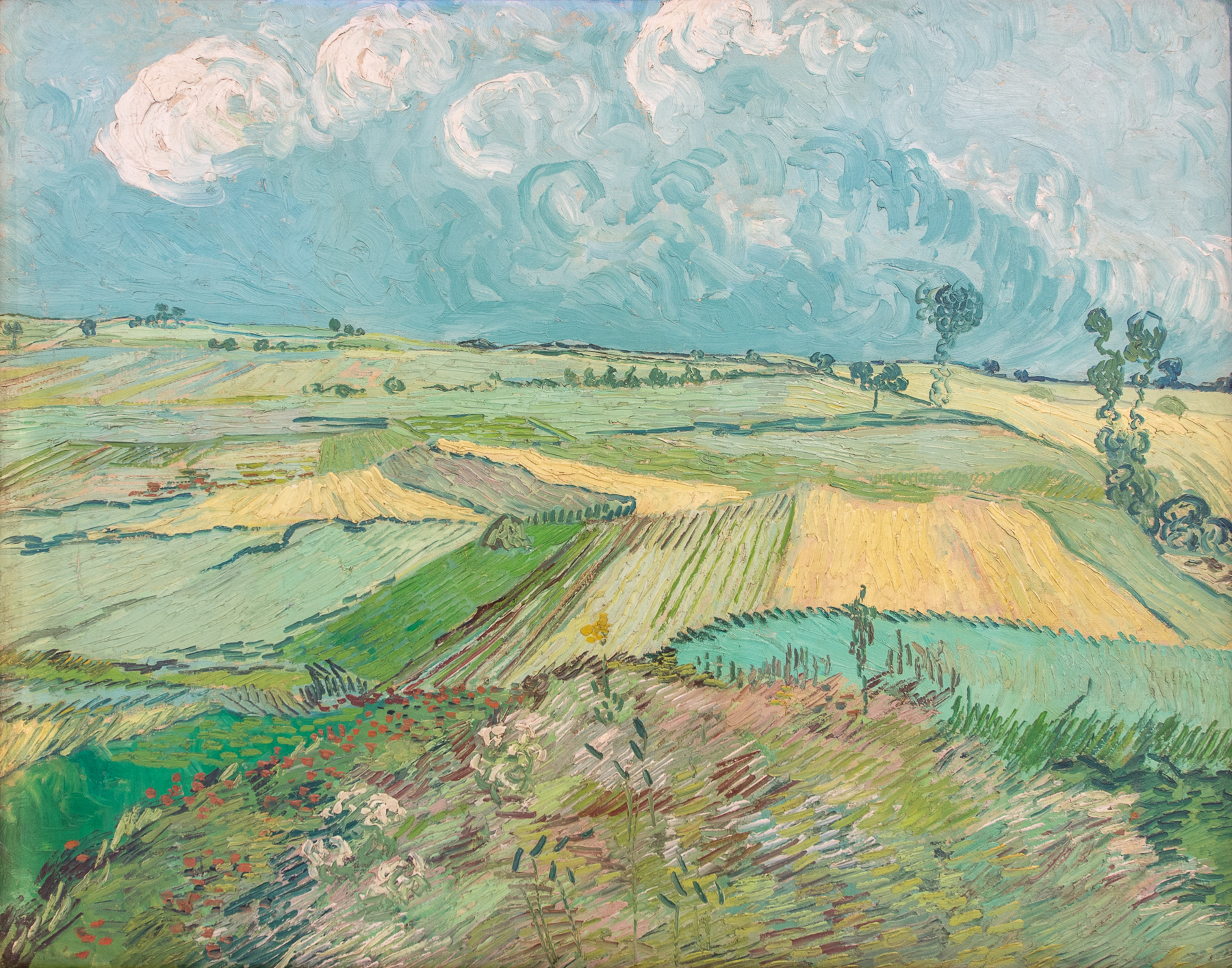
مزارع گندم پس از باران (دشت اوورز) ، ۱۸۹۰، رنگ روغن روی بوم، اثر ونسان ون گوگ
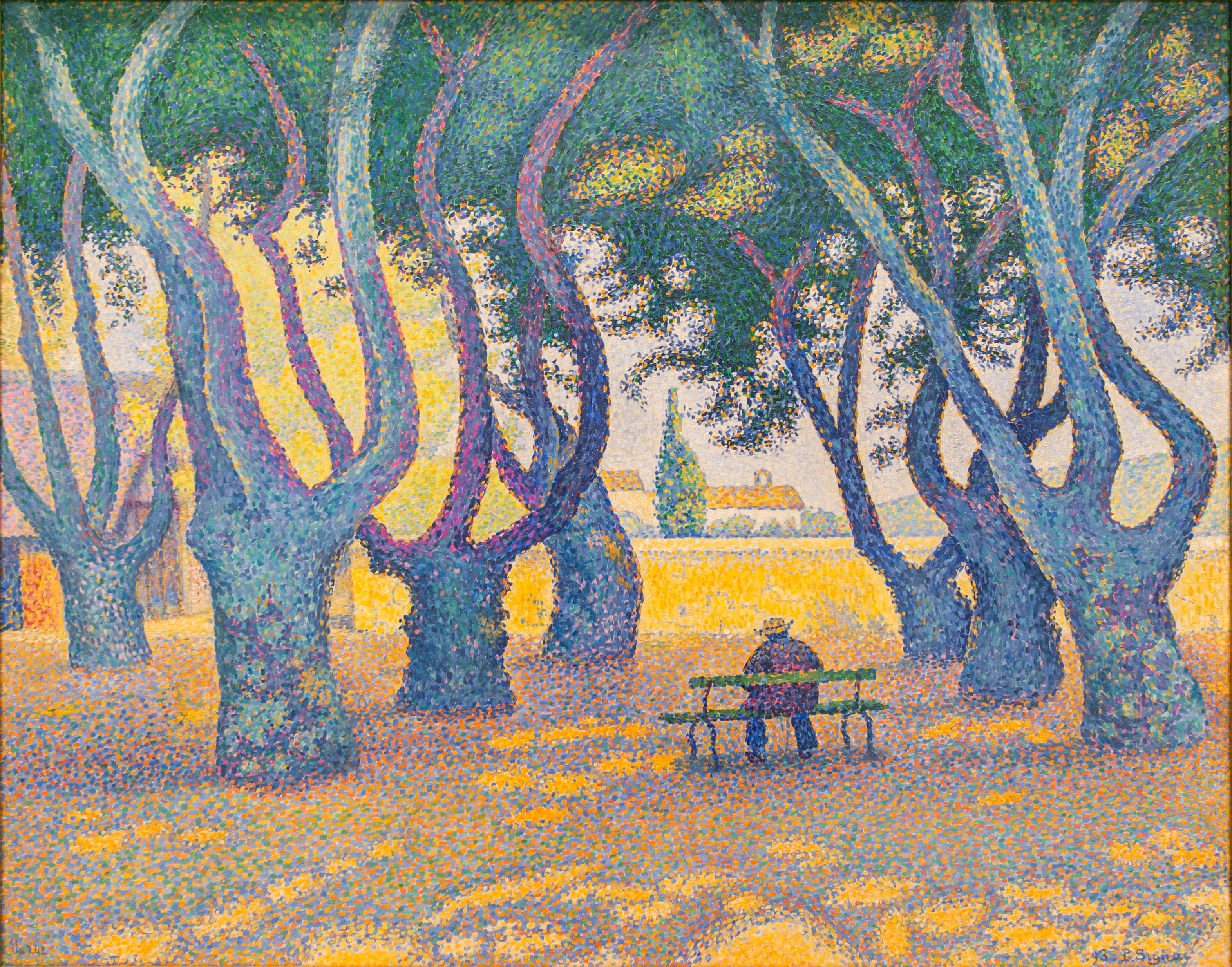
Place des Lices ، ۱۸۹۳، رنگ روغن روی بوم، اثر پل سیگناک
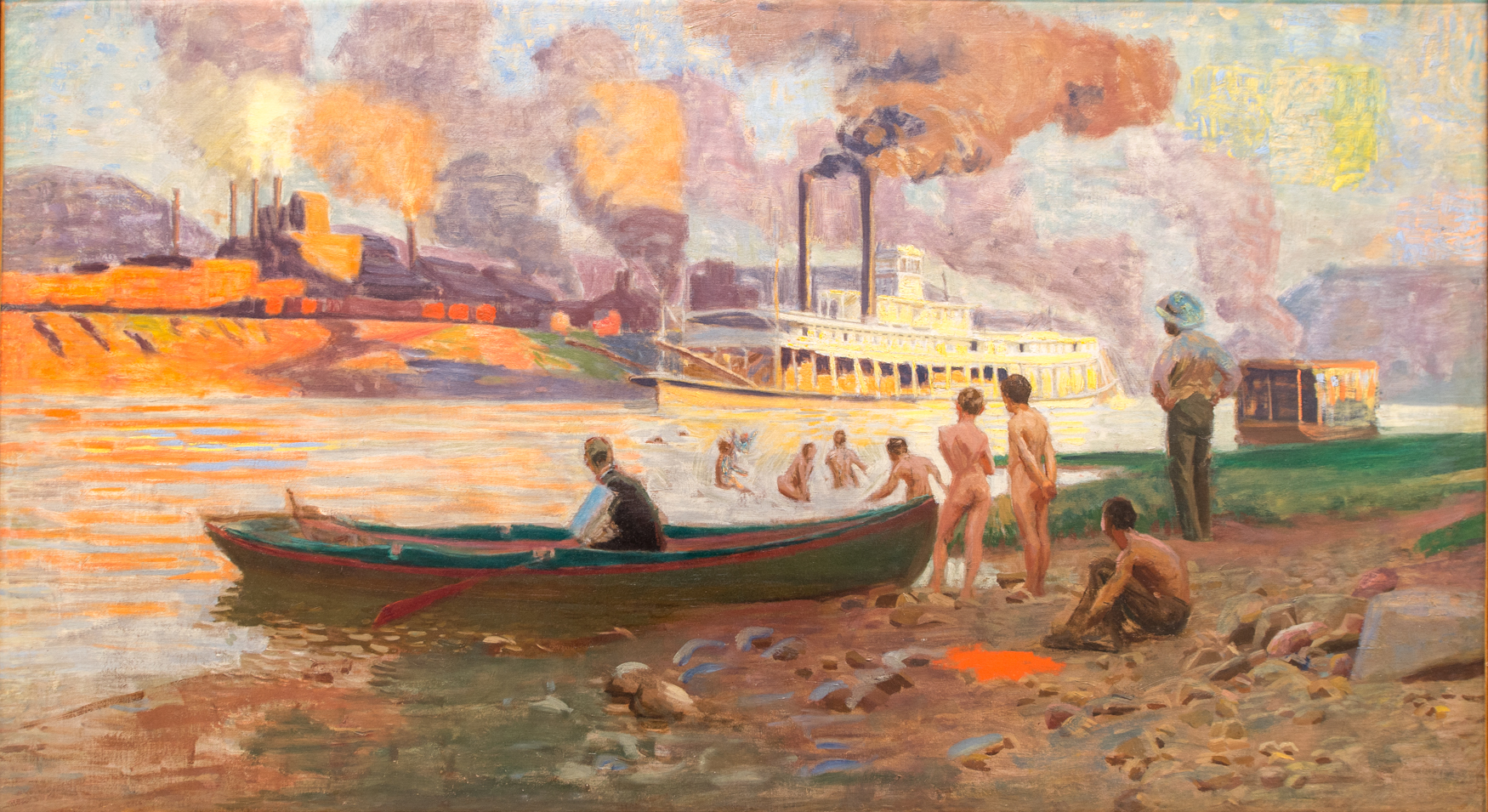
کشتی بخار در اوهایو ، ۱۸۹۶، رنگ روغن روی بوم، نوشته توماس پولاک آنشوتز
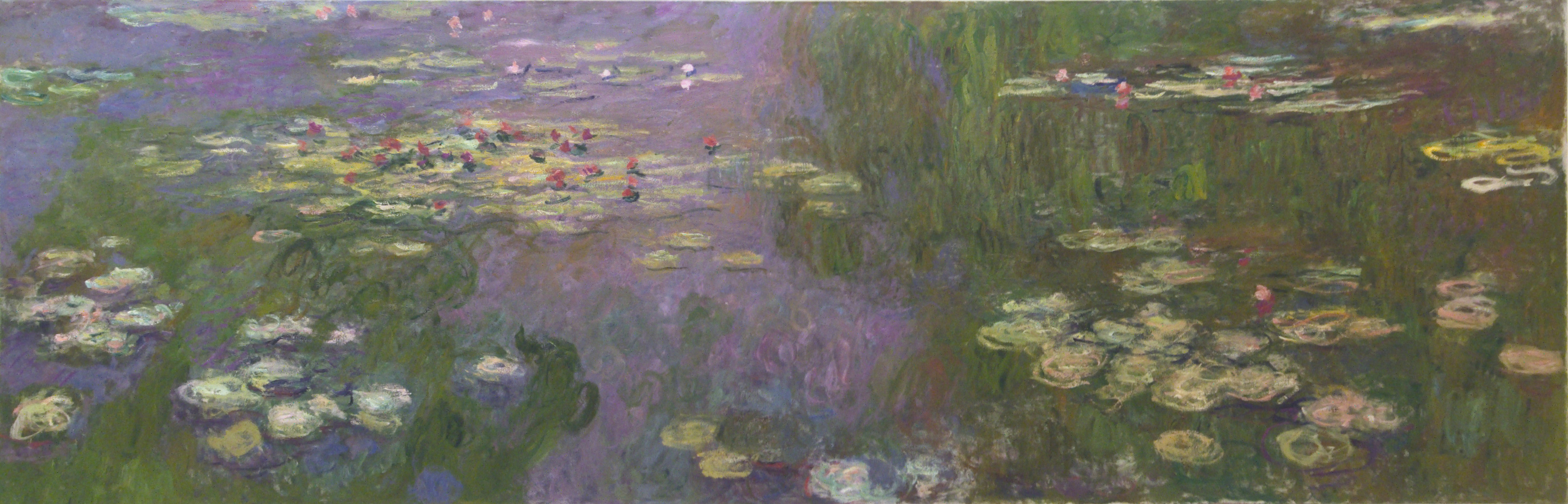
نیلوفرهای آبی (Nymphéas) ، ۱۹۱۵-۱۹۲۶، رنگ روغن روی بوم، اثر کلود مونه
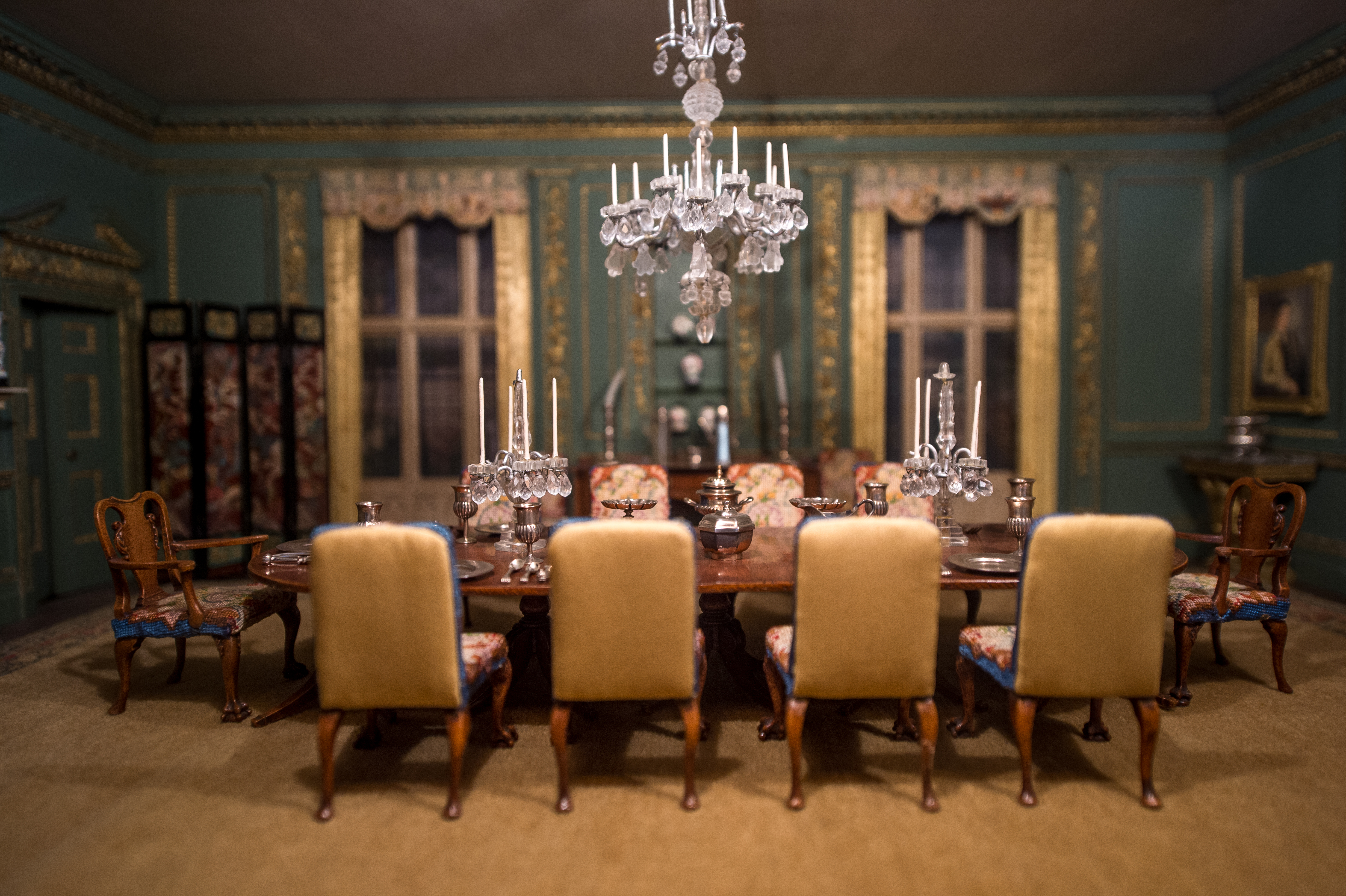
جعبه اتاق مینیاتوری به نمایش گذاشته شده، روث مک چزنی